# São Joaquim (Sao Tomé-et-Principe)
São Joaquim est une localité de Sao Tomé-et-Principe située à l'ouest de l'île de Principe, à environ 7 km de Santo António. C'est une ancienne roça.

## Histoire
C'était l'une des principales et plus productives dépendances de la roça Porto Real.

## Population
Lors du recensement de 2012, 93 habitants y ont été dénombrés.